# Guararema (Nova Venécia)
Guararema é um distrito do município de Nova Venécia, no Espírito Santo.

## História
Até o início do século XX, toda a região onde hoje está localizado o distrito era coberta por uma Mata Atlântica. havia muitas espécies de plantas e animais. Os primeiros desbravadores da região foram a Família Paulino, que até hoje reside no local. No início começaram com pequenas casas.
O lugar era chamado de Córrego do Pau d'alho pela árvore ser abrangente na região, depois foi dado o nome de Guararema pelo nome ser pau d'alho na linguagem dos índios tupis-guaranis que ali moravam. No início havia famílias de origens italianas e portuguesas, mas devido a miscigenação os povos se misturaram.
Guararema foi fundada quando a região ainda pertencia ao município de São Mateus. Em 1953 surgiu o município de Nova Venécia que abrangeu essa parte do antigo município. O distrito foi criado pela Lei Estadual n.º 767 de 11/12/1953. Guararema muitas vezes tentou se tornar um município, mas nunca conseguiu.

## Geografia

### Localização
O distrito está situado na região sul do município. É cercado pelas comunidades de Cedrôlandia, Barra da Boa Vista, Água Limpa, Perdida e Córrego do Café.

### População
Pelo Censo 2022 (IBGE) a população total do distrito era de 6 216 habitantes, e a população urbana era de 1 920 habitantes.

## Características
O lugar hoje possui saneamento básico em várias ruas e calçamento apenas nas principais, mas todas possuem iluminação pública. Existem pequenos prédios, todos com no máximo três andares. Apenas suas duas ruas principais possuem calçamento e esgoto, são elas a Rua do Comércio e a Rua Presidente Getúlio Vargas, esta apenas em parte. 
Possui igrejas: Cristã Casa de Oração, Batista, Assembléia de Deus, Católica e Presbiteriana; um campo de futebol, uma escola estadual, a EEEFM "Alarico José de Lima", uma creche municipal. Possui sinal de celular das operadoras TIM e VIVO.
O distrito possui ainda um pequena cachoeira próxima a nascente do Córrego Guararema, onde se pode tomar banho nas suas águas cristalinas. A sua estrutura econômica baseia-se na produção de café e criação de gado.